# Municipio de Clark (condado de Aitkin)
El municipio de Clark (en inglés: Clark Township) es un municipio ubicado en el condado de Aitkin en el estado estadounidense de Minnesota. En el año 2010 tenía una población de 169 habitantes y una densidad poblacional de 2,02 personas por km².

## Geografía
El municipio de Clark se encuentra ubicado en las coordenadas 46°38′1″N 93°6′4″O / 46.63361, -93.10111. Según la Oficina del Censo de los Estados Unidos, el municipio tiene una superficie total de 83.51 km², de la cual 82,2 km² corresponden a tierra firme y (1,58 %) 1,32 km² es agua.

## Demografía
Según el censo de 2010, había 169 personas residiendo en el municipio de Clark. La densidad de población era de 2,02 hab./km². De los 169 habitantes, el municipio de Clark estaba compuesto por el 90,53 % blancos, el 7,69 % eran amerindios, el 0,59 % eran asiáticos, el 1,18 % eran de otras razas. Del total de la población el 1,18 % eran hispanos o latinos de cualquier raza.